# Protojanira prenticei
Protojanira prenticei is een pissebed uit de familie Protojaniridae. De wetenschappelijke naam van de soort is voor het eerst geldig gepubliceerd in 1927 door Thomas Theodore Barnard.